# Garnotia villosa
Garnotia villosa är en gräsart som beskrevs av Jason Richard Swallen. Garnotia villosa ingår i släktet Garnotia och familjen gräs. Inga underarter finns listade i Catalogue of Life.